# 帕兰克斯
帕兰克斯，是西班牙瓦伦西亚自治区卡斯特利翁省的一个市镇。总面积14平方公里，总人口24人（2001年），人口密度2人/平方公里。